# Антон Кріннер
Антон Кріннер (нім. Anton Krinner; 14 червня 1967, Бад-Тельц, Баварія — 2 березня 2017) — німецький хокеїст, нападник.

## Ігрова кар'єра
Хокейну кар'єру розпочав 1984 року розпочав виступами за рідний клуб «Бад Тельц».
Протягом професійної клубної ігрової кар'єри, що тривала 17 років, захищав кольори команд «Бад Тельц», «Франкфурт», СК «Рісерзее», «Кассель Хаскіс», «Маннхаймер» ЕРК, БСК «Пройзен», ХК «Аугсбургер», «Ганновер» та «Кассель Хаскіс».

## Тренерська кар'єра
У сезоні 2005/06 став спочатку головним тренером «Москітос Ессен», а згодом і спортивним директором. У січні 2006 очолив «Грізлі Адамс Вольфсбург».
У сезоні 2010/11 розпочинає тренувати «Ганновер Скорпіонс», а 11 березня 2012 звільняється з посади. З січня 2013 очолює СК «Ріссерзеє». У сезоні 2015/16 тренував ХК «Ландсгут», з лютого 2016 очолював Кауфбойрен.

## Статистика

### Клубна
| Сезон     | Клуб                          | Ліга         | Регулярний сезон | Регулярний сезон | Регулярний сезон | Регулярний сезон | Регулярний сезон |
| Сезон     | Клуб                          | Ліга         | І                | Г                | П                | О                | ШХ               |
| --------- | ----------------------------- | ------------ | ---------------- | ---------------- | ---------------- | ---------------- | ---------------- |
| 1984/85   | «Бад Тельц»                   | 2 Бундесліга | 29               | 5                | 3                | 8                | 17               |
| 1985/86   | «Бад Тельц»                   | 2 БЛ         | 48               | 19               | 20               | 39               | 51               |
| 1986/87   | Айнтрахт (Франкфурт-на-Майні) | Бл           | 47               | 4                | 8                | 12               | 22               |
| 1987/88   | СК «Рісерзее»                 | 2 БЛ         | 48               | 41               | 51               | 92               | 52               |
| 1988/89   | ХК «Байройт»                  | 2 БЛ         | 47               | 35               | 34               | 69               | 34               |
| 1989/90   | «Маннхаймер» ЕРК              | БЛ           | 39               | 19               | 18               | 37               | 36               |
| 1990/91   | «Маннхаймер» ЕРК              | БЛ           | 47               | 16               | 24               | 40               | 46               |
| 1991/92   | БСК «Пройзен»                 | БЛ           | 29               | 2                | 5                | 7                | 8                |
| 1992/93   | БСК «Пройзен»                 | БЛ           | 9                | 1                | 0                | 1                | 0                |
| 1992/93   | ХК «Аугсбургер»               | 2 БЛ         | 28               | 19               | 24               | 43               | 43               |
| 1993/94   | ХК «Аугсбургер»               | 2 БЛ         | 62               | 39               | 38               | 77               | 44               |
| 1994/95   | «Аугсбург Пантерс»            | ДХЛ          | 42               | 11               | 15               | 26               | 26               |
| 1995/96   | «Ганновер»                    | ДХЛ          | 26               | 11               | 20               | 31               | 10               |
| 1995/96   | «Кассель Хаскіс»              | ДХЛ          | 32               | 9                | 15               | 24               | 14               |
| 1996/97   | «Кассель Хаскіс»              | ДХЛ          | 59               | 10               | 15               | 25               | 34               |
| 1997/98   | ХК «Гайльброннер»             | 1 ліга       | 24               | 7                | 10               | 17               | 16               |
| 1997/98   | «Бад Тельц»                   | 1 ліга       | 32               | 21               | 24               | 45               | 36               |
| 1998/99   | «Місбах»                      | 1 ліга       | 20               | 17               | 27               | 44               | 30               |
| 1998/99   | «Браунлаге»                   | 2 БЛ         | 35               | 14               | 18               | 32               | 34               |
| 1999/2000 | «Браунлаге»                   | 2 БЛ         | 57               | 25               | 30               | 55               | 100              |
| ДХЛ разом | ДХЛ разом                     | ДХЛ разом    | 149              | 41               | 65               | 106              | 84               |

### Тренера
| Роки      | Сезони | Клуб                      | Ліга              | Посада          |
| 2002–2003 | 1      | Ной-Ульм                  | Оберліга          | Головний тренер |
| 2003–2004 | 1      | «Москітос Ессен»          | ОБ                | Головний тренер |
| 2007–2010 | 3      | «Грізлі Адамс Вольфсбург» | ДХЛ               | Головний тренер |
| 2010–2012 | 2      | «Ганновер Скорпіонс»      | ДХЛ               | Головний тренер |
| 2013–2015 | 1      | СК «Ріссерзеє»            | 2 Бундесліга/ДХЛ2 | Головний тренер |
| 2015–2016 | 1      | ХК «Ландсгут»             | Оберліга          | Головний тренер |
| 2016      | 1      | Кауфбойрен                | ДХЛ2              | Головний тренер |
| 2016–2017 | 1      | Tower Stars Равенсбург    | ДХЛ2              | Головний тренер |